# Hôpital-hospice de L'Isle-sur-la-Sorgue
L'Hôpital-hospice de L'Isle-sur-la-Sorgue est une institution hospitalière située à L'Isle-sur-la-Sorgue, dans le Vaucluse.

## Histoire
Un premier hôpital, regroupant cinq petites structures, est créé à L'Isle-sur-la-Sorgue, en 1387. Dès 1640, il prend de l'ampleur, avec l'arrivée de nouveaux médecins, la création d'un économat. Sa gestion est confiée aux sœurs de Saint-Joseph d’Avignon dès 1686. Les locaux devenant trop petits, la construction de l'actuel hôpital est organisé au début du XVIIIe siècle, sur les plans de l'architecte Jean-Baptiste Franque. Le bâtiment est inauguré en 1755. Les travaux se sont poursuivis jusqu'en 1782, avec la décoration de la chapelle de l'Hôtel-dieu.
L'hôpital-hospice de L'Isle-sur-la-Sorgue est classé au titre des monuments historiques depuis le 25 avril 1969.

## Services hospitaliers actuels
Le Centre Hospitalier de l’Isle sur la Sorgue est toujours un acteur sanitaire du territoire vauclusien. En plus de son service de médecine et de soins palliatifs, il dispose d'un service de soins de suite et de réadaptation, d'un service de soins infirmiers à domicile (SSIAD), un accueil de jour de personnes atteintes de la maladie d’Alzheimer, une plateforme des aidants qui accompagne, oriente et conseille les aidants familiaux de personnes malades chroniques ou atteintes de la maladie d’Alzheimer, ainsi que d'un établissement d’hébergement pour personnes âgées dépendantes (EHPAD). Le centre hospitalier emploi environ 200 agents.

## Description
Le plan de l'hôpital est en forme de " H ", autour de 4 ailes. L'accès à la cour d'entrée se fait par un portail en fer forgé, datant de 1762, surmonté des armoiries du prévôt de Sade, bienfaiteur de l’établissement. Le bâtiment était entouré d'un jardin, partiellement d'agrément, orné de fontaines de Jean-Ange Brun, partiellement de subsistance.
Le rez-de-chaussée comprend, en plus d'un hall ouvrant notamment sur un escalier monumental à rampe en fer forgé, une chapelle et une pharmacie. La pharmacie, encore intacte au XXe siècle, était gérée par les sœurs, et comporte de nombres pots en faïence de Moustiers du XVIIIe siècle, ainsi qu'un mortier de grande taille, du XVIe siècle.
L'aile sud du bâtiment abritait la congrégation des sœurs de Saint-Joseph. Actuellement, c'est le siège de la Direction du Patrimoine de L'Isle-sur-la-Sorgue.